# Star (canción de Erasure)
«Star» es el decimocuarto disco sencillo publicado del grupo inglés de música electrónica Erasure, lanzado en 1990.
Este sencillo es una canción compuesta por Vince Clarke y Andy Bell

## Descripción
Star fue el cuarto sencillo del álbum Wild!. Este sencillo llegó al puesto 11 en el ranking británico y el número 33 en Alemania.

## Lista de temas
| Sencillo en CD (CDMUTE111) / (INT 826.935) 1. «Star» (sencillo Mix) 3:40 2. «Dreamlike State» 3:30 3. «Star» (Trafalmadore Mix) 6:28 4. «Star» (Soul Mix) 5:40 Sencillo en CD (Sire 21558-2) 1. «Star» (sencillo Mix) 3:40 2. «Star» (Trafalmadore Mix) 6:26 3. «Star» (Interstellar Mix) 6:27 4. «Dreamlike State» (The 24 Hour Technicolor Mix) 5:28 5. «Star» (Soul Mix) 5:40 12″ Vinilo (12MUTE111) / (INT 126.935) - A1. «Star» (Trafalmadore Mix) 6:26 - B1. «Star» (sencillo Mix) 3:40 - B2. «Dreamlike State» (The 12 Hour Technicolor Mix) 3:25 12″ Vinilo (L12MUTE111) / (INT 126.936) 1. «Star» (Interstellar Mix) 6:27 2. «Star» (Soul Mix) 5:40 3. «Dreamlike State» (The 24 Hour Technicolor Mix) 5:28 | 12″ Vinilo (Sire 92-15580) 1. «Star» (Trafalmadore Mix) 6:26 2. «Star» (Soul Mix) 5:40 3. «Star» (Interstellar Mix) 6:27 4. «Dreamlike State» (The 24 Hour Technicolor Mix) 5:28 7″ Vinilo (MUTE111) / (INT 111.882) - A. «Star» (sencillo Mix) 3:37 - B. «Dreamlike State» 3:30 Casete (CMUTE111) 1. «Star» (sencillo Mix) 3:37 2. «Dreamlike State» 3:30 Casete (Sire 21558-4) 1. «Star» (Trafalmadore Mix) 6:26 2. «Star» (Soul Mix) 5:40 3. «Star» (Interstellar Mix) 6:27 4. «Dreamlike State» (The 24 Hour Technicolor Mix) |

## Créditos
Tanto Star como su lado B Dreamlike State fueron escritas por Vince Clarke y Andy Bell.
- Andy Bell: voces
- Vince Clarke: guitarra acústica, sintetizadores y caja de ritmos

## Video
El video musical de Star, dirigido por John Maybury, muestra a Andy y Vince bailando con fondos de imágenes espaciales.

## Datos adicionales
- Star es una crítica a los pastores mediáticos que ofrecen milagros por televisión a cambio de dinero.
- Star aparece en la película Todo por un sueño de Gus Van Sant.